# Muskegon, Michigan
Muskegon, Michigan là một thành phố thủ phủ quận Muskegon trong tiểu bang Michigan, Hoa Kỳ. Thành phố có tổng diện tích km², trong đó diện tích đất là km². Theo điều tra dân số Hoa Kỳ năm 2010, thành phố có dân số 38.401 người.
Muskegon nằm ở góc phía tây nam thị trấn Muskegon, nhưng tự trị về hành chính.
Muskegon là thành phố đông dân hơn trong hai thành phố chính ở Khu vực thống kê đô thị Muskegon-Norton Shores Khu vực thống kê đô thị với tông dân số 172.188 người vào năm 2010. Nó được bao gồm trong lớn hơn khu vực thống kê dân số tích hợp Grand Rapids Muskegon-Holland với dân số 1.321.557 người. 
Muskegon là thành phố lớn nhất trên bờ phía đông của hồ Michigan.